# Pheidole ursus
Pheidole ursus är en myrart som beskrevs av Mayr 1870. Pheidole ursus ingår i släktet Pheidole och familjen myror. Inga underarter finns listade i Catalogue of Life.